# Brezstropa jama
Izraz brezstropa jama (tudi brezstropna jama) je kraški termin, ki ga je v kraško in geomorfološko terminologijo uvedel slovenski krasoslovec Andrej Mihevc iz Inštituta za raziskovanje krasa v Postojni. 
Brezstropa jama je jama, ki jo je proces denudacije odprl in je običajno zapolnjena s sedimenti, ki so na krasu običajno najstarejši ohranjeni. Kraške oblike (jame, brezna) globoko pod površjem, se zaradi denudacije in izostazije navidezno premikajo proti površju, dokler se ne odstrani stop in postanejo površinski kraški pojav. Pred preučevanjem Andreja Mihevca so krasoslovci zamenjavali brezstrope jame, ki so nastale v uravnanem kraškem površju, pod katerim so bili vodoravni jamski rovi, s suhimi dolinami in z njimi podpirali hipoteze o predkraški fluvialni fazi razvoja kraškega površja.